# Jour du hangeul
Le jour de l'alphabet coréen, appelé jour du hangeul en Corée du Sud et jour du chosŏn'gŭl en Corée du Nord (d'après les noms respectifs donnés à l'alphabet coréen dans chaque partie de la Corée), est une journée commémorative marquant l'invention et la proclamation du hangeul (l'alphabet du coréen) par Sejong le Grand, quatrième roi de la dynastie coréenne Joseon, qui a régné de 1418 à 1450. Il est célébré le 9 octobre en Corée du Sud et le 15 janvier en Corée du Nord.